# Glansmyggor
Glansmyggor (Ptychopteridae) är en liten familj i insektsordningen tvåvingar som tillhör underordningen myggor. Glansmyggor är i regel medelstora, slankt byggda myggor som till sitt allmänna utseendet ofta påminner något om harkrankar, men som dock kan skiljas från dessa med avseende på en del anatomiska detaljer.

## Kännetecken
Glansmyggor har en svart och blank kropp, ofta med avvikande lysande färger på exempelvis bakkroppen eller benen. Huvudet är förhållandevis litet, fasettögonen är stora men punktögon saknas. Antennerna är långa och tunna, benen är långa och smala och det finns en tydlig sporre på skenbenet (tibia). Vingarna är tydligt ådrade och har ofta mörka fläckar.
Larverna lever i grunda vattensamlingar där de livnär sig på små partiklar av ruttnande växtmaterial som finns i bottenslammet. Larverna är smala och har en liten men tydlig huvudkapsel och bakkroppen avslutas med ett andningsrör. 
Som fullbildade individer hittas glansmyggor vanligen i närheten av vatten. De bildar inga svärmar och är vanligen inte speciellt aktiva flygare. Om de intar någon föda är osäkert, det antas i så fall inte vara i någon större mängd.